# Casados à Primeira Vista (3.ª temporada)
A terceira temporada de Casados à Primeira Vista estreou a 27 de março e terminou a 10 de julho de 2022 na SIC, com a apresentação de Diana Chaves. É uma adaptação do programa Married At First Sight.

## Emissão
| Programa | Emissão            | Apresentação |
| -------- | ------------------ | ------------ |
| Episódio | Domingos - 21h30   | Diana Chaves |
| Diário   | Dias úteis - 19h15 | Diana Chaves |
| Extra    | Dias úteis - 23h30 | Diana Chaves |

## Casais

### Tiago e Dina
Tiago: Tem 32 anos e é de Sesimbra. É um homem ligado ao desporto, a sua grande paixão e está a desenvolver o seu projeto para trabalhar na área do desporto e da saúde. Enquanto isso, não está parado, e ajuda um primo na área da construção civil. Vive com os pais e a irmã mais nova e sabe que para a mãe vai ser muito difícil ver o filho sair de casa. Considera-se extremamente sociável e adora meter conversa com toda a gente. É alegre tagarela, e os amigos até o tratam por “Missas”, por falar tanto!
Dina: Tem 33 anos e é de Braga. A sua grande paixão são as crianças e quer muito ser mãe em breve. Estudou Educação de infância, uma vez que este carinho pelos mais novos já vem de longe! Vive com o irmão, a cunhada e as duas sobrinhas e tem uma família muito grande e unida. Diz que a família quer é “despachá-la” e por isso os pais apoiam muito a sua participação na experiência. Está solteira há três anos e o seu maior desejo é encontrar um homem alto e que queira ter filhos!

### Dulce e João
Dulce: Tem 56 anos e vive em Olhão. Foram os dois filhos que incentivaram à sua inscrição nesta experiência. Nasceu em Angola e já adulta chegou a viver lá com o ex-marido. Também já viveu na Holanda, onde foi em busca de boas oportunidades profissionais. Neste momento está a investir no seu próprio trabalho, na área de restauro de peles de automóveis. É uma mulher empreendedora e lutadora, mas sabe que não é possível ser forte o tempo todo sozinha. Adora cuidar da sua imagem, dar longas caminhadas e cuidar da sua horta. Procura um homem com bom humor e cavalheiro. Considera que tem sido difícil entregar-se porque os homens querem tudo muito rápido. Está solteira há seis anos e os filhos acham que já merece encontrar o amor.
João: Tem 65 anos e é reformado da GNR. Viveu grande parte da sua vida em Lisboa, mas agora voltou à terra mãe, Faião, em Chaves, onde contruiu a sua própria casa à sua imagem. Sempre foi aventureiro e recorda com alegria os tempos nos paraquedistas, os trabalhos que fez por Espanha e também o período ao serviço da Escola Segura. Adora a sua horta, cuida da sua saúde e orgulha-se de todos os dias comer um prato de sopa ao pequeno-almoço e fazer 20 km de bicicleta. Adora dançar e por isso construiu a sua própria discoteca em casa. Gosta muito da sua região e da vida no campo, adora apanhar cogumelos e fazer as suas próprias mezinhas. Já foi casado e tem dois filhos, que o incentivaram muito a inscrever-se.

### Laura e Luís
Laura: tem 50 anos e vive em Loures, onde é coordenadora de um canil. Tem duas filhas, a mais nova atriz e a mais velha o seu grande apoio nesta experiência. Considera-se uma mulher de paixões, que não deixa nada por dizer, intensa e que adora dar boas gargalhadas. Já passou por muito, viveu relações tóxicas e períodos muito negros e por isso considera urgente entregar-se à vida e ser feliz. Tem pena de nunca ter casado, por isso vai agora realizar um sonho. Quer um homem que a faça rir e dançar.
Luís: Tem 51 anos, é de Loures e é recentemente coach de relacionamentos. Tem uma longa carreira como comercial, mas decidiu mudar de vida e atirou-se de cabeça para a área do coach. Já teve um casamento longo de onde saiu o seu filho, psicólogo, e teve depois mais uma relação longa. Foi depois dessa segunda separação que decidiu formar-se como coach, especializado em pós-divórcio. Cresceu em Lisboa, tem raízes alentejanas e neste momento está a viver com a mãe. Adora correr, passear a sua cadela, viajar e praticar desportos aquáticos. Procura uma mulher forte e lutadora para esta nova fase da sua vida.

### Uicaã e Doina
Uicãa: Tem 31 anos, é instrutor de wakeboard e natural de Goiânia, no Brasil. Atualmente divide o ano em várias zonas do país, consoante as oportunidades de dar aulas. É um homem livre, que sempre andou pelo mundo de mochila às costas e quer encontrar o seu lugar. Diz que anda “meio em transe” com a vida e precisa de fixar-se e perceber. Adora levar a vida em festa, com os amigos, sempre com leveza e sem grandes rotinas. Está solteiro há dois anos e não tem tido sucesso com as portuguesas por causa das diferenças culturais, uma vez que o consideram demasiado romântico e “grudento”!
Doina: Tem 27 anos, é personal trainer e professora de Judo. Vive sozinha no Montijo e é natural da Moldávia. Vive há 17 anos em Portugal. Foi atleta de alta competição (na área do judo) e considera-se muito focada mas adora uma boa festa, estar com os amigos, praia. Adora música brasileira e toda a cultura do país irmão. Procura um homem sincero, fiel e brincalhão; não tolera pessoas frias. Considera-se muito independente, extrovertida e feminina!

### Bruno e Ruth
Bruno: Tem 38 anos, é empresário e vive em Lisboa. Foi criado pela avó e pela tia, que ainda hoje é um dos seus grandes apoios, mas a grande paixão da sua vida é a filha, de sete anos, para quem tenta ser o pai que nunca teve. Sempre foi um empreendedor, criando os seus próprios negócios e o mais recente é a com a sua autocaravana, que lhe permite viajar – uma das suas paixões – e alugar a turistas. Gosta de morenas altas e odeia pessoas negativas. Não gosta de confronto e considera-se uma pessoa doce. Foi casado sete anos com a mãe da sua vida e quer voltar a viver um grande amor.
Ruth: em 32 anos, vive em Lisboa com a mãe e é personal organizer. Nasceu no Brasil, mas veio para Portugal em pequena, quando os pais se separaram. Considera-se uma mulher do mundo, descomplicada, leve e que sempre viveu uma vida intensa. Viveu temporadas no Brasil, na Austrália, sempre atrás do que lhe apetecia fazer. Já fez trabalhos como modelo plus size, e entretanto já perdeu peso. Só teve dois namoros longos e agora procura a estabilidade com um homem leal, generoso, melhor amigo e melhor amante!

### Bruno Lima e Inês
Bruno Lima: Tem 28 anos, é informático e vive em Lisboa. Nasceu em São Paulo, de onde saiu aos 21 anos. Viajou pelo mundo, viveu em vários lugares e há quatro anos ficou-se em Portugal. Divide casa com dois amigos e trabalha para um banco na área da informática. É muito cuidadoso com a sua imagem, não fuma, não bebe e é um amante de desporto. É um homem muito ligado à família, e tem contacto frequente com os cinco irmãos e a mãe. Diz ser um bom ouvinte e ter uma cabeça aberta.
Inês: Tem 33 anos, vive em Lisboa, mas cresceu no ribatejo. Estudou jornalismo e a comunicação é a sua paixão. Tem trabalhado em revistas de moda, rádio, marketing, produção de moda e ultimamente está mais dedicada ao marketing digital. Nunca sonhou em casar, pois sempre teve como foco a sua carreira e por isso talvez continue sozinha. Outra das suas paixões é a astrologia e adora fazer mapas astrais. É leão, com ascendente em gémeos e lua em escorpião. Procura uma pessoa paciente, porque sabe que é argumentativa, e que seja ativo como a Inês é!

### Luís Filipe e Cristina
Luís Filipe: Tem 60 anos, vem de Moimenta da Beira e é comercial. Já foi treinador de futebol, comercial em várias áreas e tem muitas paixões. Atualmente está a aprender canto e piano. Foi casado trinta anos e tem dois filhos. O seu casamento foi uma relação bonita e ainda hoje se respeitam. Procura uma mulher que o respeite e que seja sua companheira, gosta de paixões assolapadas e está disponível para mudar de região por amor!
Cristina: Tem 58 anos, vive atualmente em Óbidos e é designer de chapéus. É natural de Lisboa e tem ascendência espanhola. Já trabalhou em diversas áreas – é formada em gestão – mas a sua paixão levou-a até Londres, onde tirou o curso de chapelaria. Já casou três vezes e acredita no casamento e no amor para sempre, por isso, não desiste! Tem dois filhos e uma família unida que a apoia em mais uma tentativa de viver um amor duradouro!

## Especialistas
- Luana Cunha Ferreira[3]
  - Psicóloga clínica, terapeuta familiar e especialista em intimidade e desejo

- Cláudia Morais[3]
  - Autora de 6 livros e do blogue ‘A Psicóloga’. Tem mais de 20 anos de experiência a trabalhar com famílias

- Eduardo Torgal[3]
  - Especialista em eneagrama

- Ana Costa Soares[3]
  - Especialista em design humano

- Sara Malcato[3]
  - Psicóloga e especialista em aconselhamento sexual

- Cris Carvalho[3]
  - Coach, especialista em comunicação. Faz acompanhamento semanal

## Final
| Quem continuou casado? | João e Dulce | Bruno e Ruth | Bruno Lima e Inês |                        |
| Quem se divorciou?     | Tiago e Dina | Laura e Luís | Uicaã e Doina     | Luís Filipe e Cristina |

## Episódios
| #  | ## | Título        | Exibição original   | Audiências (em milhões)                                                         |
| -- | -- | ------------- | ------------------- | ------------------------------------------------------------------------------- |
| 26 | 1  | "Episódio 1"  | 27 de março de 2022 | 1,04 (1º bloco) 1,05 (2º bloco) 0,88 (3º bloco) 0,63 (4º bloco)                 |
| 27 | 2  | "Episódio 2"  | 3 de abril de 2022  | 0,91 (1º bloco) 0,94 (2º bloco) 0,74 (3º bloco) 0,46 (4º bloco)                 |
| 28 | 3  | "Episódio 3"  | 10 de abril de 2022 | 0,95 (1º bloco) 0,93 (2º bloco) 0,72 (3º bloco) 0,49 (4º bloco)                 |
| 29 | 4  | "Episódio 4"  | 17 de abril de 2022 | 0,84 (1º bloco) 0,87 (2º bloco) 0,91 (3º bloco) 0,71 (4º bloco) 0,59 (5º bloco) |
| 30 | 5  | "Episódio 5"  | 24 de abril de 2022 | 0,96 (1º bloco) 0,93 (2º bloco) 0,93 (3º bloco) 0,64 (4º bloco)                 |
| 31 | 6  | "Episódio 6"  | 1 de maio de 2022   | 1,35 (1º bloco) 1,20 (2º bloco) 0,77 (3º bloco) 0,78 (4º bloco) 0,59 (5º bloco) |
| 32 | 7  | "Episódio 7"  | 8 de maio de 2022   | 0,83 (1º bloco) 0,85 (2º bloco) 0,79 (3º bloco) 0,51 (4º bloco)                 |
| 33 | 8  | "Episódio 8"  | 15 de maio de 2022  | 0,90 (1º bloco) 0,87 (2º bloco) 0,75 (3º bloco) 0,54 (4º bloco)                 |
| 34 | 9  | "Episódio 9"  | 22 de maio de 2022  | 1,00 (1º bloco) 0,98 (2º bloco) 0,83 (3º bloco) 0,59 (4º bloco)                 |
| 35 | 10 | "Episódio 10" | 29 de maio de 2022  | 0,92 (1º bloco) 0,90 (2º bloco) 0,77 (3º bloco)                                 |
| 36 | 11 | "Episódio 11" | 10 de julho de 2022 | 0,95 (1º bloco) 0,84 (2º bloco) 0,74 (3º bloco) 0,50 (4º bloco)                 |

## Diários
| #   | ## | Título      | Exibição original                                         |
| --- | -- | ----------- | --------------------------------------------------------- |
| 96  | 1  | "Diário 1"  | 28 de março de 2022                                       |
| 97  | 2  | "Diário 2"  | 29 de março de 2022                                       |
| 98  | 3  | "Diário 3"  | 30 de março de 2022                                       |
| 99  | 4  | "Diário 4"  | 31 de março de 2022                                       |
| 100 | 5  | "Diário 5"  | 1 de abril de 2022                                        |
| 101 | 6  | "Diário 6"  | 3 de abril de 2022                                        |
| 102 | 7  | "Diário 7"  | 4 de abril de 2022                                        |
| 103 | 8  | "Diário 8"  | 5 de abril de 2022                                        |
| 104 | 9  | "Diário 9"  | 6 de abril de 2022 (parte 1) 8 de abril de 2022 (parte 2) |
| 105 | 10 | "Diário 10" | 11 de abril de 2022                                       |
| 106 | 11 | "Diário 11" | 12 de abril de 2022                                       |
| 107 | 12 | "Diário 12" | 13 de abril de 2022                                       |
| 108 | 13 | "Diário 13" | 17 de abril de 2022                                       |
| 109 | 14 | "Diário 14" | 18 de abril de 2022                                       |
| 110 | 15 | "Diário 15" | 19 de abril de 2022                                       |
| 111 | 16 | "Diário 16" | 20 de abril de 2022                                       |
| 112 | 17 | "Diário 17" | 21 de abril de 2022                                       |
| 113 | 18 | "Diário 18" | 26 de abril de 2022                                       |
| 114 | 19 | "Diário 19" | 28 de abril de 2022                                       |
| 115 | 20 | "Diário 20" | 29 de abril de 2022                                       |
| 116 | 21 | "Diário 21" | 2 de maio de 2022                                         |
| 117 | 22 | "Diário 22" | 3 de maio de 2022                                         |
| 118 | 23 | "Diário 23" | 5 de maio de 2022                                         |
| 119 | 24 | "Diário 24" | 6 de maio de 2022                                         |
| 120 | 25 | "Diário 25" | 8 de maio de 2022                                         |
| 121 | 26 | "Diário 26" | 9 de maio de 2022                                         |
| 122 | 27 | "Diário 27" | 10 de maio de 2022                                        |
| 123 | 28 | "Diário 28" | 11 de maio de 2022                                        |
| 124 | 29 | "Diário 29" | 13 de maio de 2022                                        |
| 125 | 30 | "Diário 30" | 16 de maio de 2022                                        |
| 126 | 31 | "Diário 31" | 17 de maio de 2022                                        |
| 127 | 32 | "Diário 32" | 19 de maio de 2022                                        |
| 128 | 33 | "Diário 33" | 20 de maio de 2022                                        |
| 129 | 34 | "Diário 34" | 23 de maio de 2022                                        |
| 130 | 35 | "Diário 35" | 24 de maio de 2022                                        |
| 131 | 36 | "Diário 36" | 26 de maio de 2022                                        |
| 132 | 37 | "Diário 37" | 27 de maio de 2022                                        |
| 133 | 38 | "Diário 38" | 27 de maio de 2022                                        |
| 134 | 39 | "Diário 39" | 31 de maio de 2022                                        |
| 135 | 40 | "Diário 40" | 1 de junho de 2022                                        |
| 136 | 41 | "Diário 41" | 3 de junho de 2022                                        |
| 137 | 42 | "Diário 42" | 5 de junho de 2022                                        |
| 138 | 43 | "Diário 43" | 5 de junho de 2022                                        |
| 139 | 44 | "Diário 44" | 12 de junho de 2022                                       |
| 140 | 45 | "Diário 45" | 13 de junho de 2022                                       |
| 141 | 46 | "Diário 46" | 19 de junho de 2022                                       |
| 142 | 47 | "Diário 47" | 19 de junho de 2022                                       |